# 岩田公雄
岩田 公雄（いわた きみお、1949年6月3日 - ）は、日本のジャーナリスト、学校法人学習院 フェロー、BS11「報道ライブ インサイドOUT」メインキャスター。
かつては讀賣テレビ放送報道局特別解説委員（元解説委員長）、元同局アナウンサー。大阪大学人間科学部、立命館大学産業社会学部非常勤講師、21世紀臨調運営委員（民間政治）、学習院大学法学部特別客員教授を務めた。

## 経歴
北海道旭川市生まれ。1974年学習院大学法学部卒業後、読売テレビにアナウンサーとして入社。報道記者に転身後、グリコ・森永事件や日本航空123便墜落事故など国内の数々の重要事件・事故を担当。その後1986年10月タイ航空機爆発事件取材でマニラに派遣され、その後三井物産マニラ支店長誘拐事件を取材、それがきっかけで1987年にNNNマニラ初代支局長となる。1989年6月の中国・天安門事件の現場を取材。帰国後、北朝鮮・平壌からの3日連続生中継（「ズームイン!!朝!」内にて）を初めて実現させるなど、様々な事件現場で記者として活動する。1992年からは桂文珍司会の土曜の同社制作情報番組「ウェークアップ!」に解説委員としてレギュラー出演。
「情報ライブ ミヤネ屋」や、かつての部下である辛坊治郎（元讀賣テレビ報道局解説委員長）を起用しリニューアルされた「ウェークアップ」の解説・コメンテーターとして出演し、東京・大阪往復の日々を送っていた。また、辛坊の休暇および海外取材等での不在時の代理として「ズームイン!!SUPER」にも出演することもあった。2007年9月までは、日本テレビとの共同制作番組「ザ・ワイド」にも出演していた。定年（60歳）を迎えた翌月の2009年7月以降も解説委員を務める（2009年10月より特別解説委員）。2015年3月末に退職し、2015年4月より学習院大学法学部の特別客員教授に就任。2018年4月2日、リニューアルされたBS11「報道ライブ インサイドOUT」にサブキャスターの川口満里奈とともに、メインキャスターに着任。月曜日〜木曜日担当。2019年4月、学校法人学習院フェローに転籍。客員教授時代からの500名の大教室での授業は引き続き担当。現在は、一般社団法人青年海外協力隊・プラザ大阪名誉会員、一般社団法人協力隊を育てる会理事。

## 人物・エピソード
父親が北海道警察の署長で転勤が多く、美深町や本別町、美幌町、森町で暮らしたこともある。北海道美幌高等学校に在籍していたが、高3の8月になって森町に転居して転校する羽目になったという。大学時代にはフェンシングをしていた。
1985年に発生した日本航空123便墜落事故での現場取材経験をとある宴席上で映画監督の原田眞人に語ったことがきっかけで、同事故を採り上げた原田の監督映画『クライマーズ・ハイ』（2008年7月5日公開）の出演者にも同様に語ることとなったことから、同映画では「取材協力」として岩田の名がクレジットされた。
NNNマニラ支局長時代に、はじめて青年海外協力隊員を大使館にて紹介される。その折、駐フィリピン公使兼マニラ総領事として着任していたのが青木盛久で、青木は帰国後国際協力事業団青年海外協力隊事務局長となる。その後、特に途上国での取材の折には、青年海外協力隊の活動現場も積極的に視察。
ペルー日本大使公邸人質事件では2度現地へ飛び、解放後最初の青木盛久の単独インタビューを行った。
2008年2月17日の東京マラソンに「ウェークアップ!ぷらす」の企画として参加し（しかも自身初のフルマラソン）、6時間26分44秒で完走した。
座右の銘は「生涯一記者」。

## 出演番組
- 情報ライブ　ミヤネ屋　(2008年 - 、読売テレビ)　※火曜日のみ
- 報道ライブ インサイドOUT（2018年4月2日 - 、BS11） - メインキャスター（月曜日 - 木曜日）
- ウェークアップ　(読売テレビ)　かつてはレギュラーだったが、同社退職後は交替で出演。

## 著書
- テレビで言えなかったニュースの裏側!～報道現場から世界の真実が見える!～（2008年7月、学習研究社、ISBN 9784054038073）
- 30秒で人を動かす話し方（2012年9月、PHP研究所、ISBN 9784569802343）